# Islam a la Unió Soviètica

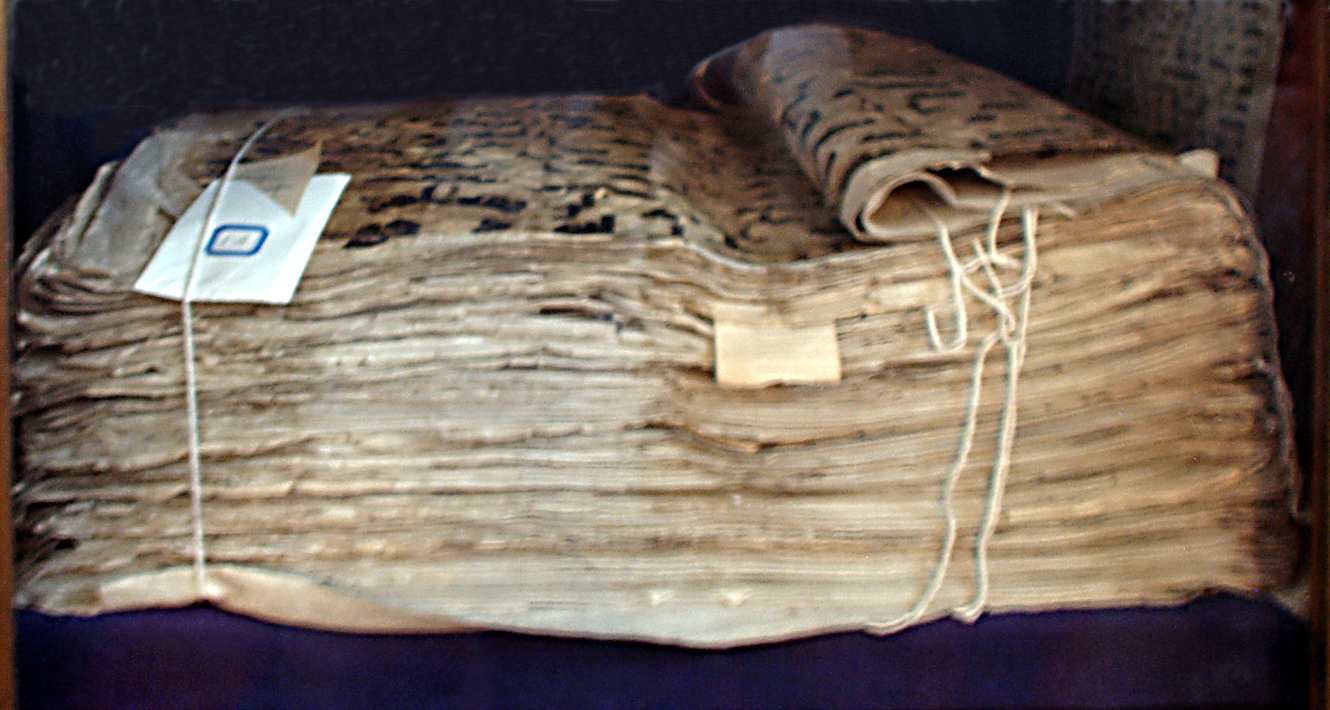
El manuscrit de Samarcanda conegut com Alcorà Uthman, ara guardat a Taixkent.

L'Islam a la Unió Soviètica ha tingut diverses etapes. Després de la revolució bolxevic, l'islam va ser tractat durant algun temps (fins a 1929) millor que l'Església Ortodoxa Russa, que els bolxevics consideraven com el centre de la «reacció», i d'altres religions, la declaració "Ко всем трудящимся мусульманам России и Востока" («A tots els musulmans que treballen a Rússia i Orient») de novembre de 1917, el govern bolxevic va declarar la llibertat d'exercir la seva religió i costums per als musulmans «les creences i costums dels quals havien estat reprimits pels tsars i els opressors russos».
A la segona meitat dels anys vint i en la dècada de 1930, van augmentar les repressions estatals, la supressió i la propaganda atea contra totes les religions. Per exemple, el 1930, de les 12 000 mesquites a Tatarstan, més de 10 000 van ser tancades, del 90 al 97% dels mullahs i muetzins van ser privats del dret d'exercir la seva professió.
Durant la Guerra Germanosoviètica, les restriccions a la religió se'n van alleujar una mica. Al 1943 es va establir l'Administració Espiritual dels Musulmans de l'Àsia central i Kazakhstan. Al 1949, 415 mesquites registrades van funcionar a la Unió Soviètica.
Cap a finals de la dècada de 1980, l'Islam va tenir el segon més gran nombre de seguidors a la Unió Soviètica: entre 45 i 50 milions de persones es van identificar com a musulmans. Però la Unió Soviètica només tenia unes 500 mesquites en funcionament, una fracció de les que existien a la Rússia prerevolucionària, i la llei soviètica prohibia l'activitat religiosa islàmica fora de les mesquites i les escoles islàmiques.
Totes les mesquites en actiu, les escoles religioses i les publicacions islàmiques van ser supervisades per quatre «direccions espirituals» establertes per les autoritats soviètiques per proporcionar el control del govern. La Direcció Espiritual per a l'Àsia central i Kazakhstan, la Direcció Espiritual per a la Unió Soviètica Europea i Sibèria, i el Directori Espiritual per al Caucas del Nord i Daguestán van supervisar la vida religiosa dels musulmans sunnites. La Direcció Espiritual per a Transcaucàsia va tractar amb tots dos musulmans sunnites i xiïtes. L'aclaparadora majoria dels musulmans eren sunnites.
Els musulmans soviètics diferien lingüística i culturalment uns dels altres, parlant de quinze idiomes turcs, deu idiomes iranians i trenta llengües caucàsiques. Per tant, la comunicació entre diferents grups musulmans va ser difícil. L'anyl 1989, el rus sovint servia com llengua franca entre alguns musulmans educats.
Culturalment, alguns grups musulmans tenien tradicions urbanes altament desenvolupades, mentre que d'altres eren nòmades recentment. Alguns vivien en ambients industrialitzats, d'altres en regions muntanyoses aïllades. En resum, els musulmans no eren un grup homogeni amb una identitat nacional i un patrimoni comú, encara que compartien la mateixa religió i el mateix país.
Cap a finals de la dècada de 1980, les congregacions musulmanes no oficials, reunides a cases de te i cases privades amb els seus propis mul·làs, superaven sobre manera les congregacions oficialment autoritzades. Els mul·làs no oficials eren autodidactes o formats informalment per altres mulàs. Cap a finals de la dècada de 1980, l'Islam no oficial va semblar dividir-se en congregacions i grups fonamentalistes que emfasitzaven el sufisme.

## Antecedents
La Unió Soviètica (URSS) era una federació formada per 15 repúbliques comunistes, i va existir des de 1922 fins a la seva dissolució el 1991. Sis de les 15 repúbliques tenien una majoria musulmana: Azerbaidjan, el Kazakhstan, Kirguizstan, Tadjikistan, Turkmenistan i l'Uzbekistan. També n'hi havia una gran població musulmana a la regió del Volga-Ural i a la regió del nord del Caucas de la República Socialista Federativa Soviètica de Rússia. Un gran nombre de musulmans tàrtars també va viure a Sibèria i d'altres regions.

## Política cap a l'Islam
La política soviètica cap a l'Islam es va veure afectada, d'una banda, per la gran població musulmana, els seus estrets vincles amb les cultures nacionals i la seva tendència a acceptar l'autoritat soviètica i, d'altra banda, la seva susceptibilitat a la influència estrangera. Encara que activament van encoratjar l'ateisme, les autoritats soviètiques van permetre algunes activitats religioses limitades a totes les repúbliques musulmanes, sota les proteccions de les branques regionals de l'Administració Espiritual dels Musulmans de la URSS. Les mesquites funcionaven en la majoria de les grans ciutats de les repúbliques de l'Àsia central i la República de l'Azerbaidjan, però el seu número va disminuir de 25 000 el 1917 a 500 a la dècada de 1970. Sota el govern estalinista, les autoritats soviètiques van prendre mesures enèrgiques contra el clergat musulmà, tancant moltes mesquites o convertint-les en magatzems.
Al 1989, com a part de la relaxació general de les restriccions a les religions, es van registrar algunes associacions religioses musulmanes addicionals, i algunes de les mesquites que havien estat tancades pel govern van ser tornades a les comunitats musulmanes. El govern també va anunciar plans per permetre la capacitació d'un nombre limitat de líders religiosos musulmans en cursos de dos i cinc anys a Ufa i Bakú, respectivament.

## Lenin
En comparació amb els membres de l'Església Ortodoxa Russa, als musulmans de la Unió Soviètica se'ls va donar inicialment més autonomia religiosa. Vladimir Lenin fins i tot va supervisar el retorn d'uns certs artefactes religiosos com l'Alcorà Uthman. A més a més, alguns principis de la llei islàmica van ser instituïts junt amb el sistema legal comunista, els jadids i d'altres «socialistes islamites» van rebre posicions de poder dintre del govern, i un sistema d'acció afirmativa nomenat Korenització es va implementar per ajudar les poblacions musulmanes locals. El divendres, «Dissabte musulmà», va ser declarat dia de descans legal a tota l'Àsia central.

Això estava en contrast amb la vida sota els tsars, quan els musulmans van ser reprimits i l'Església Ortodoxa Oriental era la religió oficial de l'estat. El 24 de novembre de 1917, Lenin va declarar: 
| « | Musulmans de Rússia... tots vostès les mesquites i cases d'oració dels quals han estat destruïdes, les creences i costums de les quals han estat trepitjats pels tsars i opressors de Rússia: les seves creences i pràctiques, les seves institucions nacionals i culturals són sempre lliures i inviolables. Sàpigen que els seus drets, com els de tots els pobles de Rússia, són sota la poderosa protecció de la revolució. | » |

### Comunisme nacional
Els musulmans socialistes d'esquerra van començar a desenvolupar una variant distinta del comunisme nomenada «comunisme nacional» que va continuar a l'URSS fins a 1928. Els comunistes nacionals creien que el destí de la revolució comunista mundial depenia dels esdeveniments dintre de l'Àsia i no d'Europa. Els comunistes nacionals argumentat també que les aliances amb la burgesia rusa eren necessàries per a l'èxit de la revolució, i que les divisions de classe havia de ser disminuïda o la burgesia trataria d'aliar-se amb poders occidentals i assegurar així el col·lapse de l'URSS.
El govern soviètic creia que aquesta variació de les doctrines tradicionals del Partit Comunista cridaria l'atenció de les potències occidentals i invitaria la intervenció. Aquesta temor va portar l'establishment comunista a rebutjar els arguments dels comunistes nacionals com no pràctics en el Congrés Bakú de setembre de 1920. Aquesta falta percebuda d'ideals units, també va provocar l'acció contra els comunistes nacionals.

## Stalin
Quan Joseph Stalin va consolidar el poder a la segona meitat de la dècada de 1920, la seva política respecte de la religió havia canviat. Les mesquites van començar a tancar-se o convertir-se en magatzems a tota l'Àsia central. Els líders religiosos van ser perseguits, les escoles religioses van ser tancades i els waqfs van ser prohibits. El govern soviètic va interpretar el vel paranji que usaven les dones musulmanes en el sentit que estaven oprimides, i va començar l'Hujum per aturar la pràctica. L'Hujum va fracassar principalment, i el vel es va fer més popular que mai entre els treballadors, mentre que abans només havia sigut usat el «Bousegoise».
Malgrat tot, el culte a la personalitat d'Stalin va deixar poc espai per a la pràctica de l'Islam o de qualsevol altra religió.

### Neteja ètnica
Durant la Segona Guerra Mundial, particularment entre 1943 i 1944, el govern soviètic va portar a terme una sèrie de deportacions a Sibèria i les repúbliques de l'Àsia central. La col·laboració amb l'Alemanya nazi va ser citada com la raó oficial de l'operació, però això ha estat qüestionat per acusacions de neteja ètnica contra la URSS. El tàrtars de Crimea, txetxens, Ingúixos, balkars, karatxais, i turcs eren alguns dels grups que van ser deportats, tot ser predominantment musulmans.
La deportació massiva de musulmans tàrtars de Crimea va començar el 17 de maig de 1944. Més de 32 000 tropes NKVD van participar en la deportació de més de 193 865 tàrtars de Crimea: 151 136 d'ells de l'Uzbekistan, 8,597 a l'ASSR de Mari, 4,286 a Kazakhstan i els 29,846 restants als diversos oblasts de República Socialista Federada Soviètica de Rússia. Segons les dades d'NKVD, gairebé el 20% va morir durant l'any i mig següent, mentre que els activistes tàrtars de Crimea van informar que la xifra era quasi del 46%.